# Team Wiggins Le Col
Das Team Wiggins Le Col war ein britisches Radsportteam mit Sitz in London.
Die Mannschaft wurde 2015 gegründet um die Ambitionen des Gewinners der Tour de France 2012 und vierfachen Olympiasiegers Bradley Wiggins bei den Bahnwettbewerben der Olympischen Sommerspiele 2016 in Rio de Janeiro zu fördern. Zum Management der neugegründeten Mannschaft gehörte Andrew McQuaid, der Sohn des ehemaligen Präsidenten der Union Cycliste Internationale Pat McQuaid. Unterstützt wird das Team durch die British Sky Broadcasting, die auch Namenssponsor des UCI WorldTeams Sky war, und British Cycling. Im ersten Jahr des Bestehens wurde das Team Wiggins als UCI Continental Team registriert. Wiggins selbst fuhr bis April 2015 beim Team Sky und wechselte am 1. Mai 2015 zu seiner neuen Mannschaft. Nach Ablauf der Saison 2019 wurde die Mannschaft nicht mehr bei der UCI registriert.

## Saison 2019

### Erfolge in der UCI Europe Tour
In den Rennen der UCI Europe Tour Saison 2019 der UCI Europe Tour gelangen die nachstehenden Erfolge.
| Datum                | Rennen                                        | Kat. | Fahrer           |
| -------------------- | --------------------------------------------- | ---- | ---------------- |
| 22. März             | 3. Etappe Volta ao Alentejo                   | 2.2  | Gabriel Cullaigh |
| 6. April             | 2b. Etappe Le Triptyque des Monts et Chateaux | 2.2U | Thomas Pidcock   |
| 2. Juni              | Paris-Roubaix Espoirs                         | 1.2U | Thomas Pidcock   |
| 2. August            | 2. Etappe Tour Alsace                         | 2.2  | Thomas Pidcock   |
| 31. Juli – 4. August | Gesamtwertung Tour Alsace                     | 2.2  | Thomas Pidcock   |

### Erfolge bei den Nationalen Straßen-Radsportmeisterschaften
In den Rennen zu den Nationalen Straßen-Radsportmeisterschaften 2019 gelangen die nachstehenden Erfolge.
| Datum     | Rennen                                                 | Fahrer             |
| --------- | ------------------------------------------------------ | ------------------ |
| 4. Januar | Neuseeländische Meisterschaft – Einzelzeitfahren (U23) | James Fouche       |
| 6. Januar | Neuseeländische Meisterschaft – Straßenrennen          | James Fouche       |
| 27. Juni  | Irische Meisterschaft – Einzelzeitfahren (U23)         | Michael O’Laughlin |

## Saison 2018

### Erfolge in der UCI Europe Tour
In den Rennen der UCI Europe Tour Saison 2018 der UCI Europe Tour gelangen die nachstehenden Erfolge.
| Datum     | Rennen                                     | Kat. | Sieger           |
| --------- | ------------------------------------------ | ---- | ---------------- |
| 14. März  | 1. Etappe Volta ao Alentejo                | 2.2  | Gabriel Cullaigh |
| 18. März  | 6. Etappe Volta ao Alentejo                | 2.2  | Gabriel Cullaigh |
| 22. April | Rutland-Melton International CiCLE Classic | 1.2  | Gabriel Cullaigh |
| 13. Juli  | 2. Etappe Giro della Valle d’Aosta         | 2.2U | Mark Donovan     |

### Erfolge bei den Nationalen Straßen-Radsportmeisterschaften
In den Rennen zu den Nationalen Straßen-Radsportmeisterschaften 2018 gelangen die nachstehenden Erfolge.
| Datum    | Rennen                                         | Fahrer             |
| -------- | ---------------------------------------------- | ------------------ |
| 28. Juni | Irische Meisterschaft – Einzelzeitfahren (U23) | Michael O’Laughlin |

### Mannschaft
| Teamkader 2018          | Teamkader 2018     | Teamkader 2018         | Teamkader 2018               |
| Name                    | Geburtsdatum       | Land                   | Vorheriges Team              |
| ----------------------- | ------------------ | ---------------------- | ---------------------------- |
| Gabriel Cullaigh        | 8. April 1996      | Vereinigtes Königreich | SEG Racing Academy (2017)    |
| Mark Downey             | 3. Juli 1996       | Irland                 |                              |
| Nathan Draper           | 11. Juli 1997      | Vereinigtes Königreich |                              |
| James Fouché            | 28. März 1998      | Neuseeland             | Mobius Future Racing (2017)  |
| Etienne Georgi          | 28. September 1998 | Vereinigtes Königreich |                              |
| Dylan Kerfoot-Robson    | 4. März 1996       | Vereinigtes Königreich |                              |
| Corentin Navarro        | 29. November 1997  | Frankreich             |                              |
| Michael O'Loughlin      | 14. Februar 1997   | Irland                 |                              |
| Thomas Pidcock          | 30. Juli 1999      | Vereinigtes Königreich | Team Wiggins (2018)          |
| Campbell Stewart        | 12. Mai 1998       | Neuseeland             | Mobius Future Racing (2017)  |
| Matthew Teggart         | 8. Januar 1996     | Irland                 | An Post-ChainReaction (2017) |
| Joey Walker             | 15. September 1997 | Vereinigtes Königreich | 100% me (2016)               |
|                         |                    |                        |                              |
| Quelle: ProCyclingStats |                    |                        |                              |

## Saison 2017

### Erfolge bei den Nationalen Straßen-Radsportmeisterschaften
In den Rennen zu den Nationalen Straßen-Radsportmeisterschaften 2017 gelangen die nachstehenden Erfolge.
| Datum    | Rennen                                           | Sieger             |
| -------- | ------------------------------------------------ | ------------------ |
| 22. Juni | Britische Meisterschaft – Einzelzeitfahren (U23) | Scott Davies       |
| 24. Juni | Irische Meisterschaft – Straßenrennen (U23)      | Michael O’Loughlin |

### Mannschaft
| Teamkader 2017                                             | Teamkader 2017     | Teamkader 2017         | Teamkader 2017            |
| Name                                                       | Geburtsdatum       | Land                   | Vorheriges Team           |
| ---------------------------------------------------------- | ------------------ | ---------------------- | ------------------------- |
| Steven Burke                                               | 4. März 1988       | Vereinigtes Königreich |                           |
| Scott Davies                                               | 5. August 1995     | Vereinigtes Königreich | Madison Genesis (2014)    |
| Ashley Dennis                                              | 4. Februar 1995    | Vereinigtes Königreich |                           |
| Nathan Draper                                              | 11. Juli 1997      | Vereinigtes Königreich |                           |
| Corentin Ermenault                                         | 27. Januar 1996    | Frankreich             | CC Nogent-sur-Oise (2016) |
| Leonardo Fedrigo                                           | 21. Juli 1996      | Italien                |                           |
| Etienne Georgi                                             | 28. September 1998 | Vereinigtes Königreich |                           |
| Sam Harrison                                               | 24. Juni 1992      | Vereinigtes Königreich | NFTO (2015)               |
| Marc Hester                                                | 28. Juni 1985      | Dänemark               | Sorø Bicycle Club (2016)  |
| Rhys Howells                                               | 30. September 1987 | Vereinigtes Königreich |                           |
| Jake Kelly                                                 | 17. Januar 1995    | Vereinigtes Königreich |                           |
| Dylan Kerfoot-Robson                                       | 4. März 1996       | Vereinigtes Königreich |                           |
| James Knox                                                 | 4. November 1995   | Vereinigtes Königreich | Zappi Racing Team (2015)  |
| Christopher Latham                                         | 6. Februar 1994    | Vereinigtes Königreich |                           |
| Michael O'Loughlin                                         | 14. Februar 1997   | Irland                 |                           |
| Robert Scott                                               | 24. Juli 1998      | Vereinigtes Königreich |                           |
| Andrew Tennant                                             | 9. März 1987       | Vereinigtes Königreich | Madison Genesis (2014)    |
| Michael Thompson                                           | 8. Februar 1995    | Vereinigtes Königreich |                           |
| Joey Walker                                                | 15. September 1997 | Vereinigtes Königreich | 100% me (2016)            |
| Oliver Wood                                                | 26. November 1995  | Vereinigtes Königreich | 100% me (2016)            |
|                                                            |                    |                        |                           |
| Quellen: ProCyclingStats Cycling Quotient Cycling Archives |                    |                        |                           |

## Platzierungen in UCI-Ranglisten
UCI America Tour
| Saison | Mannschaftswertung | Fahrerwertung      |
| ------ | ------------------ | ------------------ |
| 2015   | 50.                | Owain Doull (343.) |
| 2016   | -                  | -                  |

UCI Asia Tour
| Saison | Mannschaftswertung | Fahrerwertung          |
| ------ | ------------------ | ---------------------- |
| 2015   | -                  | -                      |
| 2016   | 47.                | Jonathan Dibben (164.) |

UCI Europe Tour
| Saison | Mannschaftswertung | Fahrerwertung          |
| ------ | ------------------ | ---------------------- |
| 2015   | 52.                | Owain Doull (61.)      |
| 2016   | 38.                | Jonathan Dibben (281.) |